# Gulsporre
Gulsporre (Linaria vulgaris) är en blomma med gula kronblad, som idag ofta placeras i familjen grobladsväxter.

## Beskrivning
Gulsporre kan bli upp till 1m hög och har tätt sittande, jämnbreda blad och stora gula blommor i tät, axlik klase. Nektartecknet hos gulsporren är en starkare orangegul färg på underläppens buckla. Blomman luktar obehagligt. Det närbesläktade ginstsporren (L. genistifolia) har ett liknande utseende och dessa båda kan förväxlas.

## Utbredning och systematik
Traditionellt har arten placerats i familjen flenörtsväxter (Scrophulariaceae) men sentida studier placerar den istället i familjen grobladsväxter (Plantaginaceae).
Gulsporre förekommer spontant över stora delar av Europa, norra Asien, österut till östra Sibirien och västra Kina. Den har även introducerats och är vanlig i Nordamerika.
Gulsporre kan korsa sig med strimsporre (L. repens) som har vita blommor. Hybriden får blommor med varierande utseende.

## Ekologi
Gulsporre växer på torr grusmark, exempelvis i vägkanter och på banvallar.

## Gulsporre och människan

### Användning
Plockad före blomningen kan gulsporre användas för växtfärgning. Med alun som betningsmedel ger den gul färg.
Enligt Carl von Linné (1755) dödas flugor i mjölkspannen om man lägger gulsporre i den nymjölkad mjölken. Därav bygdemålnamnen flugblomster och flugblommor.

### Bygdemål
| Namn            | Trakt         | Referens |
| --------------- | ------------- | -------- |
| Brudljus        | Blekinge      | [ 8 ]    |
| Flugblommor     |               |          |
| Flugblomster    |               |          |
| Gulsporreblomma |               |          |
| Klossegräs      | Svenskfinland | [ 9 ]    |
| Sporreblomma    |               |          |

## Bilder

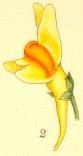
Nektartecknet.
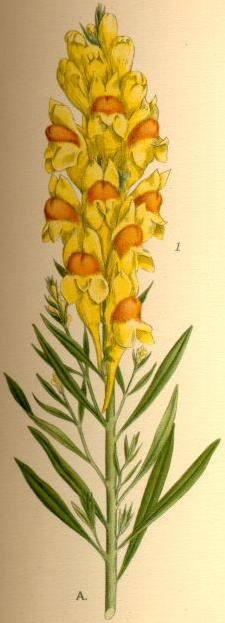